# Sárgafarkú kacika
A sárgafarkú kacika (Cacicus cela) a madarak osztályának verébalakúak (Passeriformes) rendjébe, azon belül a csirögefélék (Icteridae) családjába tartozó faj.

## Rendszerezése
A fajt Carl von Linné svéd természettudós írta le 1758-ban, a Parus nembe Parus Cela néven.

## Alfajai
- Cacicus cela cela (Linnaeus, 1758)[2] - Kolumbia, Bolívia és Brazília
- Cacicus cela flavicrissus (P. L. Sclater, 1860)[2] vagy Cacicus flavicrissus[1] - Ecuador és Peru
- Cacicus cela vitellinus (Lawrence, 1864)[2] - Panama-csatorna és Kolumbia

## Előfordulása
Bolívia, Brazília, Kolumbia, Ecuador, Francia Guyana, Guyana, Peru, Suriname, Trinidad és Tobago, valamint Venezuela területén honos. A természetes élőhelye szubtrópusi és trópusi síkvidéki erdők, mocsári erdők és száraz erdők. Állandó, nem vonuló faj.

## Megjelenése
Testhossza 28 centiméter, testtömege 100 gramm. Tollazata élénk sárga és fekete színezetű. 
|  |

## Életmódja
Ízeltlábúakkal, kisebb gerincesekkel, gyümölcsök és nektárral táplálkozik. A hím éneke bonyolult hangokból áll, és néha utánzásokat is tartalmaz. Társas természetű madár. Zsák alakú fészkeiket a tojók építik.